# Nils Rudolph
Nils Rudolph (Rostock, 18 augustus 1965) is een voormalig internationaal topzwemmer uit Duitsland, die gespecialiseerd was in de korte afstanden op de vlinderslag en de vrije slag. Hij vertegenwoordigde zowel Oost-Duitsland als Duitsland. Zijn eerste en enige olympische optreden volgde in 1992 bij de Olympische Spelen in Barcelona. Daar eindigde hij op de achtste (50 vrij) en de twaalfde plaats (100 vrij). Zijn grootste succes behaalde Rudolph in 1991, toen hij de gouden medaille won op de 50 vrij bij de Europese kampioenschappen langebaan.